# Humangenetik

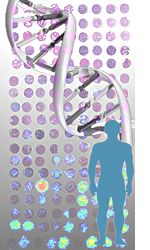
Representation av dubbelhelixstrukturen hos mänskligt DNA.

Humangenetik är den disciplin inom genetiken som studerar ärftlighetsförhållanden hos människan. Humangenetik omfattar bland annat cytogenetik, molekylärgenetik, genomik, populationsgenetik och klinisk genetik.